# Colli del Trasimeno bianco scelto
Le Colli del Trasimeno bianco scelto est un vin blanc de la région Ombrie doté d'une appellation DOC depuis le 13 janvier 1972. Seuls ont droit à la DOC les vins récoltés à l'intérieur de l'aire de production définie par le décret.
Le vin blanc du Colli del Trasimeno bianco scelto répond à un cahier des charges plus exigeant que le Colli del Trasimeno bianco, essentiellement en relation avec rendement et l’encépagement (pas de Trebbiano toscano). 

## Aire de production
Les vignobles autorisés se situent en province de Pérouse près du Lac Trasimène dans les communes de Castiglione del Lago, Città della Pieve, Paciano, Piegaro, Panicale, Pérouse, Corciano, Magione, Passignano sul Trasimeno et Tuoro sul Trasimeno.

## Caractéristiques organoleptiques
- couleur : jaune paille plus ou moins intense avec des refêts verdâtres
- odeur : fin, délicat, fruité
- saveur : sec, harmonique, velouté

Le Colli del Trasimeno bianco scelto se déguste à une température de 10 à 12 °C et il se garde 1 – 2 ans.

## Production
Province, saison, volume en hectolitres :
- pas de données disponibles